# 蘇赫爾·哈桑
苏海勒·萨勒曼·哈桑（阿拉伯语：سهيل سلمان الحسن，英语：Suheil Salman al-Hassan，1970年6月10日—），綽號老虎，曾任敘利亞特種部隊老虎部隊指揮官，少將軍階。哈桑在1991年畢業於敘利亞空軍學院，先後在多個敘利亞空軍及防空部隊中服役。之後，他加入了空軍情報部隊，負責訓練特種部隊。在敘利亞内戰中，哈桑率部參與了多場主要戰役，包括老人星行動和夏爾油氣田之戰。他是在敘利亞内戰中的新一代戰地指揮官之一。2024年末阿萨德政权覆灭后，据称他躲藏了起来，组织前政权残余部队反抗叙利亚过渡政府。

## 生平
1970年，哈桑出生於敘利亞拉塔基亞省杰卜莱。哈桑信仰阿拉維派。他據説有一個兒子，但因敘利亞内戰爆發而從未相見。哈桑首次在媒體中露面是在一段於2014年春天由親政府電視台拍攝的片段，片中的他正在阿勒頗前綫探望士兵。他熱愛文學，甚至曾經使用擴音器將自己創作的詩歌朗讀給敵人聼，以警告敵軍不投降的後果。哈桑說他一向打算給敵人一個放棄和投降的機會，但如果他們不投降或是背叛了自己的話，便不會憐憫他們。
在2014年，爲了能繼續直接率領老虎部隊，哈桑拒絕被擢升為准將。2015年12月25日，他被正式擢升為少將，繼續率領老虎部隊。

## 个人生活
根据个人口述，他四年没有回过家，有一个六岁的孩子（2014年）。

## 率領老虎部隊前的軍旅生涯
1991年，哈桑以中尉軍階從霍姆斯軍事學院畢業，旋即被調派到敘利亞空軍特別行動組，負責監察敘利亞傘兵的訓練和發展。有鑒於優秀的工作表現，哈桑被調往敘利亞軍方情報部門。
2005年基地組織開始增加在敘利亞的影響力，憑著無畏卻謹慎的性格，哈桑使敘利亞軍方成功滲透到基地組織在敘利亞的網絡，逮捕了不少在敘利亞邊境活動的恐怖分子。

### 2011年
哈桑被調往敘利亞軍方特種部隊 Qawat Al-Khassa。
2011年4月3日，在叙利亚人民起义开始不到一个月之后，叙利亚空军情报局局长Sakr Mennoun向哈桑上校发出书面命令，前往叙利亚和以色列边界，确保边界的安全。

### 2013年
哈桑率領軍隊在拉塔基亞郊區防禦基地組織在敘利亞的分支努斯拉陣綫的攻勢。在成功的防守之後，哈桑其後被調往不同的前綫。

## 率領老虎部隊後的軍旅生涯

### 2013年
2013年秋季，由于镇压拉塔基亚的起义有功，被授予老虎部队的指挥权。

### 2014年
2014年12月，哈桑上校指挥老虎部队参与2014年10月到11月的沙尔气田之战，并获得胜利。

### 2015年
2015年2月26日，哈桑少校抵达阿勒颇。
2015年5月13日，哈桑少校被派往叙利亚北部小镇吉斯尔舒古尔，以期望解救当地被围困的巴沙尔阿萨德的支持者。
2015年4月4日，在苏赫勒·哈桑上校的指挥下，阿拉伯叙利亚军队特种部队（老虎部队）结束在Jabal Al-Sha'ar行动近6个月后正式抵达伊德利卜省， 对抗伊斯兰国武装分子。

### 2016年
12月底，完成阿勒颇的军事行动后，哈桑上校带领老虎部队调往霍姆斯省东部。

### 2017年
2017年8月14日，由哈桑苏海勒将军指挥的突击部队在俄罗斯空军和空降部队的支援下，解放了伊斯兰国控制的霍姆斯省的最后一座城市蘇赫奈。由于这次行动，叙利亚军队控制了约60平方公里的面积，拥有三个人口稠密的地区和两个油田。同时打开了通向代尔祖尔的道路。
2017年9月5日，由哈桑苏海勒将军指挥的突击部队在俄罗斯海军巡航导弹的支援下突破了伊斯兰国武装分子的防线，解除了伊斯兰国武装分子对叙利亚东部最大的城市，也是全国第七大城市代尔祖尔长达32个月的围困。
2017年10月14日，由哈桑苏海勒将军指挥的突击部队，彻底解放了城市代尔祖尔省的Al-Mayadeen。
2017年11月23日，俄罗斯国防部發佈声明说：“由苏海勒·哈桑将军率领并由俄罗斯空军支持的叙利亚军队正在追逐和摧毁幼发拉底河谷地区的恐怖组织，并沿着河岸向前移动。”意图夺回伊斯兰国武装分子控制的最后一座叙利亚城市阿布凱馬勒。

### 2018年
2018年2月21日，哈桑·苏海勒将军指挥的突击部队准备进攻东古塔。
2018年6月20日，媒体Swaida24提到哈桑苏海勒抵达叙利亚南部大马士革省农村省，在苏韦达市海勒海莱军事机场（مطار خلخلة العسكري ）准备指挥对德拉省的叛军的军事行动。

## 阿萨德政权覆灭
在2024年叙利亚反对派攻势中，他领导叙利亚阿拉伯軍与之对抗。复兴党政权垮台後，他回到阿拉维派聚居的叙利亚沿海地区堅持扺抗，指挥前政权残余力量对抗新政府。

## 言论
“跟他们做你想做的。你可以杀死他们，他们只是雇佣兵。 我们可以送给你数千这样的人。“——
当阿勒颇的叛军指挥官希望用手中的阿富汗哈扎拉雇佣军俘虏进行谈判时，哈桑少校简洁的回答道。

## 评价

### 性格评价
德国明镜周刊文章评价他：有纪律，战术和残暴无情，以及魔鬼将军。

### 荣誉
- 在赫梅明空军基地得到俄罗斯总统普京的接见[22]，并颁发俄罗斯军队奖章。
- 俄罗斯总参谋长格拉西莫夫授予他一把短剑，表彰他在行动中勇敢。

### 批评和指控
- 哈桑上校被认为是对阿勒颇进行油桶炸弹轰炸的策划者，人权组织将其描述为危害人类罪[23]。

- 负责利比里亚前总统查尔斯·泰勒战争罪调查的首席检察官大卫·克兰收集了相关证据，指证“2011年3月15日，在大马士革的共和国卫队指挥官苏海勒·哈桑下令对手无寸铁的示威者开枪”[24][25]

- 根据人权观察社的报道，他和他的部门在2011年4月底与一个最血腥的屠杀事件有关，这场屠杀事件发生在2011年4月底的南部达拉省的抗议者身上，导致近100人遇难。[26]
- 哈桑至少对2012年在哈马发生的一起屠杀反叛分子和军队叛逃者负责。
- 2016年，美国驻联合国大使萨曼莎·鲍威尔（Samantha Power）公佈了13名叙利亚军事指挥官姓名，其中包括哈桑上校。她说，“自2011年以来，他们通过空袭和地面袭击参与打死和伤害平民，拘留和虐待平民。”“这些袭击背后的人必须知道我们和国际社会正在关注他们的行为，记录他们的虐待行为。有一天，他们将被追究责任，”她说。[27]

### 命运的揣测
由于受到叙利亚复兴党军队和阿拉维派群众的欢迎，以及俄罗斯和伊朗的关注，他曾被认为是叙利亚前总统巴沙尔阿萨德的一个潜在替代者。评论分析，他可能由于功高震主，威胁到巴沙尔·阿萨德而最终被除掉。

## 争议
叙利亚反对派人士根据公开的照片对比后，怀疑真正的哈桑已经死亡。现在的哈桑是遭受重大挫败的叙利亚政府为了鼓舞士气而制造的冒名顶替者。

## 延伸阅读
- 【人物】指挥阿勒颇之战的叙利亚政府军“老虎师长” （页面存档备份，存于）（新民網，2016-11-16）